# James Patterson

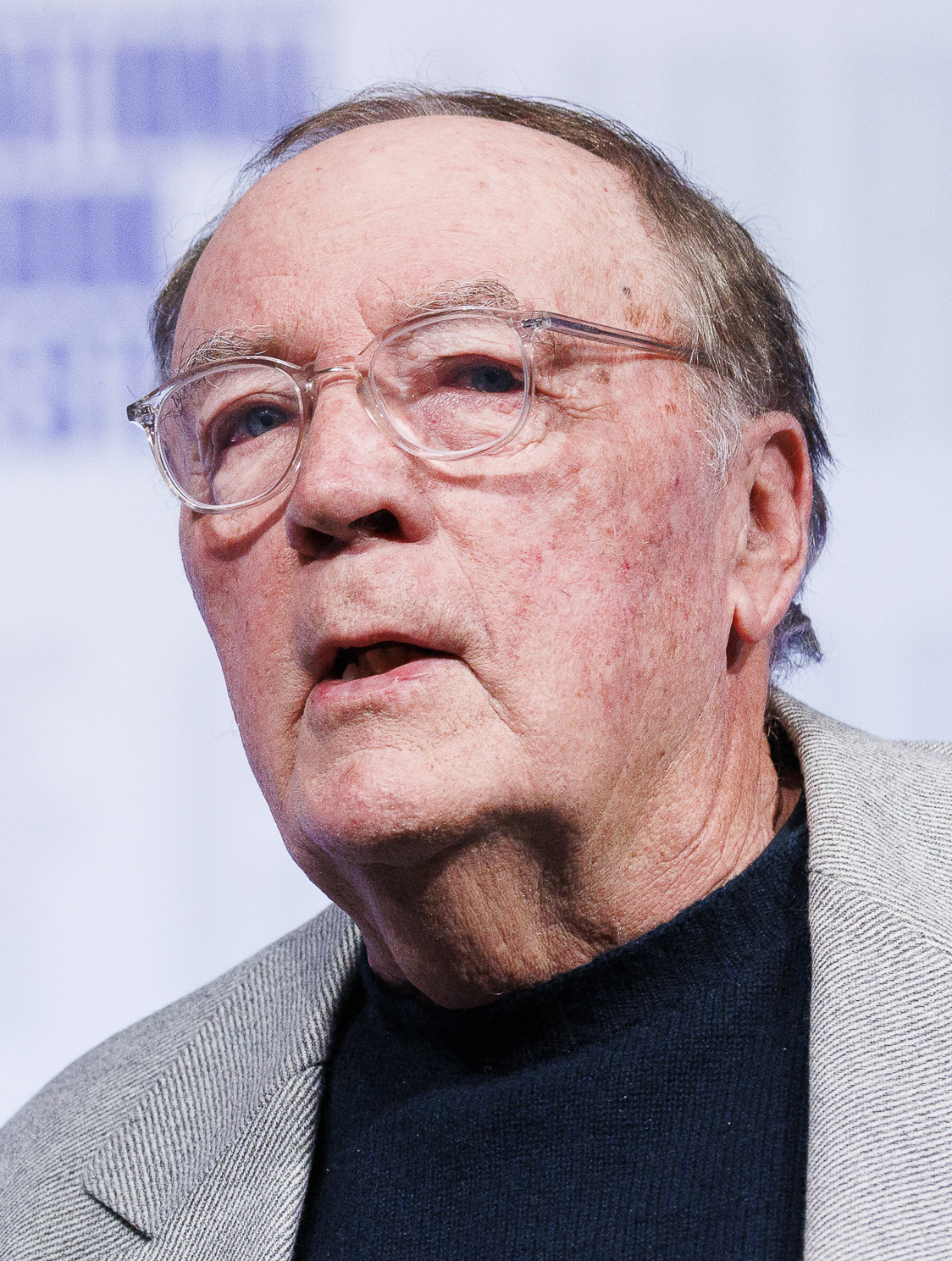
James Patterson (2024)

James Brendan Patterson (* 22. März 1947 in Newburgh, Orange County, New York) ist ein US-amerikanischer Autor. Er ist einer der erfolgreichsten Buchautoren der Gegenwart. Seine Kriminalromane wurden insgesamt über 500 Millionen Mal verkauft.

## Leben und Werk
Er wuchs im US-Staat New York auf und studierte Englische Literatur an der Vanderbilt University in Nashville. 1971 begann er als Werbetexter bei der internationalen Werbeagentur J. Walter Thompson und wurde innerhalb kurzer Zeit Leiter der Werbeabteilung. Nebenher begann er mit dem Schreiben von Kriminalromanen und 1976 erschien, nach anfänglichen Schwierigkeiten, einen Verlag zu finden, sein erster Roman Die Toten aber wissen gar nichts. Nach mehreren Einzelromanen begann er 1992 seine Erfolgsserie um Alex Cross, einen Washingtoner Polizeipsychologen. Seit 1996 widmet er sich verstärkt dem Schreiben und 2001 folgte die Serie mit Lindsay Boxer, Inspektorin in San Francisco. Seit 2006 schreibt er, basierend auf Motiven aus seinem früheren Roman Der Tag, an dem der Wind dich trägt, an der Serie Maximum Ride.
James Patterson zählt zu den internationalen Bestsellerautoren. Seine Bücher wurden über 100 Millionen Mal verkauft und in 40 Sprachen übersetzt. Der Spiegel bezeichnet ihn als den „erfolgreichsten Schriftsteller der Welt“ und hebt hervor, dass Patterson im Jahr 2010 „mehr Bücher als Dan Brown, John Grisham und Stephen King zusammen“ verkauft hat. Die ersten beiden Alex-Cross-Romane wurden verfilmt: 1997 entstand … denn zum Küssen sind sie da, gefolgt von Im Netz der Spinne aus dem Jahr 2001. In beiden Filmen spielt Morgan Freeman die Rolle des Alex Cross. Der 2012 gedrehte Film Alex Cross basiert auf dem zwölften Band Blood; in der titelgebenden Hauptrolle ist Tyler Perry zu sehen.
Der erste Roman um Lindsay Boxer (Der 1. Mord) wurde für den US-Fernsehsender NBC unter dem Titel First To Die mit Pam Grier und Sean Young verfilmt.
Patterson schreibt seine Romane mit der Hilfe von aktuell sieben Co-Autoren. Dabei verfasst er selbst einen Romanentwurf mit grober Handlungsstruktur, der dann von seinen Co-Autoren fortentwickelt und fertiggestellt wird. Bis zur Fertigstellung eines Romans werden in etwa neun Entwürfe benötigt und es vergeht durchschnittlich ein Jahr.
Gemeinsam mit dem ehemaligen amerikanischen Präsidenten Bill Clinton schrieb er den 2018 veröffentlichten Polit-Thriller The President Is Missing. 2021 folgte eine Fortsetzung, The President's Daughter, die im darauffolgenden Jahr ebenfalls auf Deutsch erschien.
Anfang 2020 kündigte Amazon eine Serienadaption zur Alex-Cross-Reihe an. Patterson soll bei dieser selbst Regie führen; als Produktionsstudios sind Amazon, Paramount Pictures und Skydance an Bord.
James Patterson lebt mit seiner Frau Susan und seinem Sohn Jack in Palm Beach, Florida.

## Auszeichnungen
- 1977: Edgar Allan Poe Award – Kategorie Bestes Erstlingswerk für The Thomas Berryman Number (dt.: Der Auftrag. Rowohlt, Reinbek 1979)
- 2007: International Thriller Award – Thrillermeister für seine besonderen Verdienste um das Genre Thriller
- 2015: National Book Award: Literarian Award for Outstanding Service to the American Literary Community (Lebenswerk)
- 2019: National Humanities Medal

## Werke

### Alex Cross
- 1: Morgen Kinder wird’s was geben (1993; Originaltitel: Along Came A Spider, 1993)
- 2: ...denn zum Küssen sind sie da (1995; Originaltitel: Kiss the Girls, 1995)
- 3: Sonne, Mord und Sterne (2000; Originaltitel: Jack & Jill, 1996)
- 4: Wenn die Mäuse Katzen jagen (1999; Originaltitel: Cat and Mouse, 1997)
- 5: Wer hat Angst vorm Schattenmann (2001; Originaltitel: Pop Goes the Weasel, 1999)
- 6: Rosenrot, Mausetot (2002; Originaltitel: Roses are Red, 2000)
- 7: Die Stunde der Rache (2003; Originaltitel: Violets are Blue, 2001)
- 8: Mauer des Schweigens (2003; Originaltitel: Four Blind Mice, 2002)
- 9: Vor aller Augen (2005; Originaltitel: The Big bad Wolf, 2003)
- 10: Und erlöse uns von dem Bösen (2005; Originaltitel: London Bridges, 2004)
- 11: Ave Maria (2006; Originaltitel: Mary, Mary, 2005)
- 12: Blood (2008; Originaltitel: Cross, 2006)
- 13: Dead (2009; Originaltitel: Double Cross, 2007)
- 14: Fire (2010; Originaltitel: Cross Country, 2008)
- – : Alex Cross’s Trial (2009)
- 15: Heat (2012; Originaltitel: I, Alex Cross, 2009)
- 16: Storm (2012; Originaltitel: Cross Fire, 2010)
- 17: Cold (2013; Originaltitel: Kill Alex Cross, 2011)
- 18: Dark (2014; Originaltitel: Merry Christmas, Alex Cross, 2012)
- 19: Run (2016; Originaltitel: Alex Cross, Run, 2013)
- 20: Evil (2017; Originaltitel: Cross My Heart, 2013)
- 21: Devil (2017; Originaltitel: Hope To Die, 2014)
- 22: Justice (2018; Originaltitel: Cross Justice 2015)
- 23: Panic (2019; Originaltitel: Cross The Line, 2016)
- 24: Hate (2020; Originaltitel: The People vs. Alex Cross 2018)
- 25: Danger (2020; Originaltitel: Target 2018)
- 26: Pain (2022; Originaltitel: Criss Cross 2019)
- 27: Deadly Cross (2020)
- 28: Fear no evil (2021)
- 29: Triple Cross (2022)
- 30: Cross Down (2023)

### Lindsay Boxer (Club der Ermittlerinnen)
- 1: Der 1. Mord (2002; Originaltitel: 1st To Die, 2001)
- 2: Die 2. Chance (2004, mit Andrew Gross; Originaltitel: 2nd Chance, 2002)
- 3: Der 3. Grad  (2005, mit Andrew Gross; Originaltitel: 3rd Degree, 2004)
- 4: Die 4. Frau (2006, mit Maxine Paetro; Originaltitel: 4th of July, 2005)
- 5: Die 5. Plage (2007, mit Maxine Paetro; Originaltitel: The 5th Horseman, 2006)
- 6: Die 6. Geisel (2008, mit Maxine Paetro; Originaltitel: The 6th Target, 2007)
- 7: Die 7 Sünden (2009, mit Maxine Paetro; Originaltitel: 7th Heaven, 2008)
- 8: Das 8. Geständnis (2009, mit Maxine Paetro; Originaltitel: 8th Confession, 2009)
- 9: Das 9. Urteil (2010, mit Maxine Paetro; Originaltitel: 9th Judgment)
- 10: Das 10. Gebot (2013, mit Maxine Paetro; Originaltitel: 10th Anniversary, 2011)
- 11: Die 11. Stunde (2014, mit Maxine Paetro; Originaltitel: 11th hour, 2012)
- 12: Die Tote Nr. 12 (2015, mit Maxine Paetro; Originaltitel: 12th of Never, 2013)
- 13: Die 13. Schuld  (2017, mit Maxine Paetro; Originaltitel: Unlucky 13, 2014)
- 14: Das 14. Verbrechen (2018, mit Maxine Paetro; Originaltitel: 14th Deadly Sin, 2015)
- 15: Die 15. Täuschung (2019, mit Maxine Paetro; Originaltitel: 15th Affair, 2016)
- 16: Der 16. Betrug (2020, mit Maxine Paetro; Originaltitel: 16th Seduction, 2017)
- 17: Die 17. Informantin (2022, mit Maxine Paetro; Originaltitel: 17th Suspect 2018)
- 18: Die 18. Entführung (2023, mit Maxine Paetro; Originaltitel: 18th Abduction 2019)
- 19: Das 19. Weihnachtsfest (2023, mit Maxine Paetro; Originaltitel: 19th Christmas 2019)
- 20: 20th Victim (2021) mit Maxine Paetro
- 21: 21st Birthday (2021) mit Maxine Paetro
- 22: 22 Seconds (2022) mit Maxine Paetro
- 23: The 23rd Midnight (2023) mit Maxine Paetro
- 24: 23 1/2 Lies (2023) mit Maxine Paetro
- 25: The 24th Hour (2024) mit Maxine Paetro

### Maximum Ride
- Pseudo Prequels
  - 1: Der Tag, an dem der Wind dich trägt (2000; Originaltitel: When the Wind blows, 1998)
  - 2: Das Ikarus-Gen (2006; Originaltitel: The Lake House, 2003)

- Hauptbücher
  - 1: Maximum Ride – Das Pandora-Projekt (2006; Originaltitel: Maximum Ride: The Angel Experiment, 2005)
  - 2: Maximum Ride – Der Zerberus-Faktor (2007; Originaltitel: Maximum Ride: School's Out Forever, 2006)
  - 3: Maximum Ride – Der Prometheus-Code (2008; Originaltitel: Maximum Ride: Saving the World and Other Extreme Sports, 2007)
  - 4: Maximum Ride: The Final Warning (2008)
  - 5: MAX: A Maximum Ride Novel (2009)
  - 6: Fang: A Maximum Ride Novel (2010)
  - 7: Angel: A Maximum Ride Novel (2011)

### Michael Bennett
(mit Michael Ledwidge)
- 1: Totenmesse (2008; Originaltitel: Step on a Crack, 2007)
- 2: Blutstrafe (2010; Originaltitel: Run for Your Life, 2009)
- 3: Sühnetag (2011; Originaltitel: Worst Case, 2010)
- 4: Todesstunde (2012; Originaltitel: Tick tock, 2011)
- 5: I, Michael Bennett (2012)
- 6: Gone (2013)
- 7: Burn (2014)
- 8: Alert (2015)
- 9: The Russian (2021) mit James O. Born

### Private Novels
- Hauptserie (Ermittler Jack Morgan)
  - 1: Die Spur der Schuld (2012; Originaltitel: Private, 2010, mit Maxine Paetro)
  - 2: Private No.1 Suspect (2012;  mit Maxine Paetro)
  - 3: Private L.A. (2014;  mit Mark Sullivan)
  - 4: Private Vegas (2015;  mit Maxine Paetro)
  - 5: Private Paris (2016;  mit Mark Sullivan)
  - 6: The Games (2016;  mit Mark Sullivan)

- Weitere Private-Romane (nicht Teil der Hauptserie)
  - Private London (2011, mit Mark Pearson)
  - Der Countdown des Todes (2012; Originaltitel: Private Games, 2012, mit Mark Sullivan)
  - Der Tag der Rache (2013; Originaltitel: Private Berlin, 2013, mit Mark Sullivan)
  - Private Down Under (2013;  mit Michael White)
  - Private India: City on Fire (2014;  mit Ashwin Sanghi)
  - Private: Missing (2016;  mit Kathryn Fox)

### Daniel X
- 1: The Dangerous Days of Daniel X (2008, mit Michael Ledwidge)
- 2: Watch the Skies (2009, mit Ned Rust)
- 3: Demons & Druids (2010)
- 4: Game Over (2011)
- 5: Armageddon (2012)
- 6: Lights Out (2015)

### Witch & Wizard
- 1: Verlorene Welt (2014; Originaltitel: Witch & Wizard, 2009 mit Gabrielle Charbonnet)
- 2: Verbotene Gabe (2014; Originaltitel: Witch and Wizard – The Gift, 2010 mit Ned Rust)
- 3: Verborgenes Feuer (2015; Originaltitel: Witch and Wizard – The Fire, 2011 mit Jim Dembowski)
- 4: The Kiss (2013)
- 5: The Loss (2014)

### Billy Harney
- 1: Im Netz der Schuld (2018, mit David Ellis; Originaltitel: The Black Book, 2017)
- 2: Stadt der Vergeltung (2023, mit David Ellis; Originaltitel: The Red Book)
- 3: Tag des Verrats (2023, mit David Ellis; Originaltitel: Escape)

### Sonstige Bücher
- Die Toten aber wissen gar nichts (2002; Originaltitel: The Thomas Berryman Number, 1976)
- Warte, warte nur ein Weilchen (1996; Originaltitel: Season of the Machete, 1977)
- The Jericho Commandment (1979)
- Virgin (1980)
- Black Market (1987; Originaltitel: Black Market, 1986)
- Black Friday (2000, = Neuauflage von "Black Market")
- Der Mitternachtsclub (1989; Originaltitel: The Midnight Club, 1988)
- Wer sich umdreht oder lacht (1996; Originaltitel: Hide and Seek, 1996)
- Grüne Weihnacht (2004, mit Peter De Jonge; Originaltitel: Miracle on the 17th green, 1996)
- See how they run (1997, = Neuauflage von "The Jericho Commandment")
- Die Wiege des Bösen (2000; Originaltitel: Cradle and All, 2000)
- Tagebuch für Nikolas (2002; Originaltitel: Suzanne's Diary for Nicholas, 2001)
- Wenn er fällt, dann stirbt er (2004, mit Peter De Jonge; Originaltitel: The Beach House, 2002)
- Die Rache des Kreuzfahrers (2005, mit Andrew Gross; Originaltitel: The Jester, 2003)
- Sams Briefe an Jennifer (2005; Originaltitel: Sam's Letters for Jennifer, 2004)
- Honeymoon (2006, mit Howard Roughan; Originaltitel: Honeymoon, 2005)
- Die Palm-Beach-Verschwörung (2006, mit Andrew Gross; Originaltitel: Lifeguard, 2005)
- Sündenpakt (2007, mit Peter De Jonge; Originaltitel: Beach Road, 2006)
- Todesschwur (2007, mit Andrew Gross; Originaltitel: Judge and Jury, 2006)
- Im Affekt (2008, mit Michael Ledwidge; Originaltitel: The Quickie, 2007)
- Todesahnung (2009, mit Howard Roughan; Originaltitel: You've been Warned, 2007)
- Sonntags bei Tiffany (2008, mit Gabrielle Charbonnet; Originaltitel: Sundays at Tiffany’s, 2008)
- Höllentrip (2009, mit Howard Roughan; Originaltitel: Sail, 2008)
- Todesbote (2009, mit Maxine Paetro; Originaltitel: Swimsuit, 2009)
- Letzter Gruß (2010, mit Liza Marklund; Originaltitel: Postcard Killers, 2010)
- Rachedurst (2011, mit Howard Roughan; Originaltitel: Don’t Blink, 2010)
- Lügennetz (2014, mit Michael Ledwidge; Originaltitel: Now You See Her, 2011)
- Zoo: Sie werden dich finden (2015, mit Michael Ledwidge; Originaltitel Zoo, 2012)
- Todesflammen (2016, mit David Ellis; Originaltitel: Invisible, 2014)
- Ocean Drive 7 (2017, mit David Ellis; Originaltitel: The Murder House, 2015)
- The President Is Missing (2018, mit Bill Clinton)
- Todesgier (2019, mit David Ellis; Originaltitel: Unsolved, 2019)
- Die Frau des Präsidenten (2020, mit Brendan DuBois; Originaltitel: First Lady, 2018)
- mit Mike Lupica: The Horsewoman. Century, London 2021, ISBN 978-1-5291-3553-4.
- mit Jonathan Dylan Barker: The-Coast-to-Coast-Murders. Little, Brown & Co., New York 2020 (dt. Der Federmörder. Blanvalet, München 2022, ISBN 978-3-7341-1054-2).
- mit Richard DiLallo: The Ninth Month, Penguin / Random House UK August 2022, ISBN 978-1-538-75300-2.

### Sachbücher
- Against Medical Advice: A True Story (2008, mit Hal Friedman)
- The Murder of King Tut (2009, mit Martin Dugard)
- Defense Lawyer (2021, mit Benjamin Wallace)
- The Secret Lives of Booksellers and Librarians (2024, mit Matt Eversmann und Chris Mooney)

## Verfilmungen (Auswahl)
- 1997: … denn zum Küssen sind sie da
- 2001: Im Netz der Spinne
- 2005: Tagebuch für Nikolas
- 2007–2008: Women’s Murder Club (Fernsehserie)
- 2012: Alex Cross
- 2014:  American Dad (Fernsehserie) (S:11, E:14)
- 2015–2017: Zoo (Fernsehserie)

## Sonstiges
In der Fernsehserie Castle hat Patterson zusammen mit Stephen J. Cannell, Michael Connelly und Dennis Lehane mehrere Cameoauftritte in der Pokerrunde von Schriftstellerkollegen Richard Castles.